# 宮城県道50号白石柴田線
宮城県道50号白石柴田線（みやぎけんどう50ごう しろいししばたせん）は、宮城県白石市と宮城県柴田郡柴田町とを結ぶ県道（主要地方道）である。

## 概要
白石市で宮城県道12号白石上山線から分岐、柴田郡大河原町の旧市街地を経由し、柴田町で国道349号と合流する。この間、JR東北本線や白石川にほぼ並行している。
終点では国道349号を直進すると国道4号柴田バイパスに接続する。

### 路線データ
- 実延長：20,331.6 m[1]
- 起点：宮城県白石市半沢屋敷前
- 終点：宮城県柴田郡柴田町大字下名生

## 歴史
1994年（平成6年）3月18日付でそれまでの県道白石大河原線、県道柴田大河原線および宮城県道14号亘理大河原川崎線を再編する形で路線認定された。なお、旧柴田大河原線および県道亘理大河原川崎線と重複する区間はかつて国道4号（奥州街道）だった。
- 1993年（平成5年）5月11日 - 建設省から、県道白石大河原線・県道柴田大河原線の一部が白石柴田線として主要地方道に指定される[2]。
- 1994年（平成6年）3月18日 - 宮城県が県道50号として「白石柴田線」を路線認定。[3]同時に一般県道17号白石大河原線、30号柴田大河原線を路線廃止。[4]
- 2012年（平成24年）10月 - 大河原町大谷の一軒地地区で「地域教働」事業として行われた拡幅事業が完成。[5]
- 2021年（令和3年）3月11日 - 白石市白川内親地区で施工されていた災害防除事業（法枠工工事）が完了。[6][7]これに伴い、当該区間に設定されていた事前通行規制が解除される。

## 路線状況
かつての白石大河原線部分を中心に幅員狭小や案内板の未整備なども残っているほか、大河原町から柴田町にかけては市街地を通過するため交通量が多く、現状では国道4号の代替道路と見ることは難しいと言える。

### 重複区間
- 宮城県道109号白川犬卒都婆向山線（白石市白川津田 - 白石市白川小奥）
- 宮城県道110号大河原高倉線（柴田郡大河原町大谷 - 柴田郡大河原町甲子町）
- 宮城県道14号亘理大河原川崎線（柴田郡大河原町住吉町 - 柴田郡柴田町船岡）

### 交通量[8]
令和３年度・12時間交通量
- 白石市小下倉字石田 - 1,149台
- 大河原町大谷後田 - 860台
- 柴田町船岡東１丁目 - 9,116台

## 地理
沿線には東北本線の旧線跡、白鳥の飛来地、「一目千本桜」と呼ばれる桜並木、船岡城址などが散在。その走行時には路地裏を楽しむに似た趣を得る事が出来る。

### 通過する自治体
- 宮城県
  - 白石市
  - 柴田郡
    - 大河原町
    - 柴田町

### 交差する道路
- 宮城県道12号白石上山線（白石市）

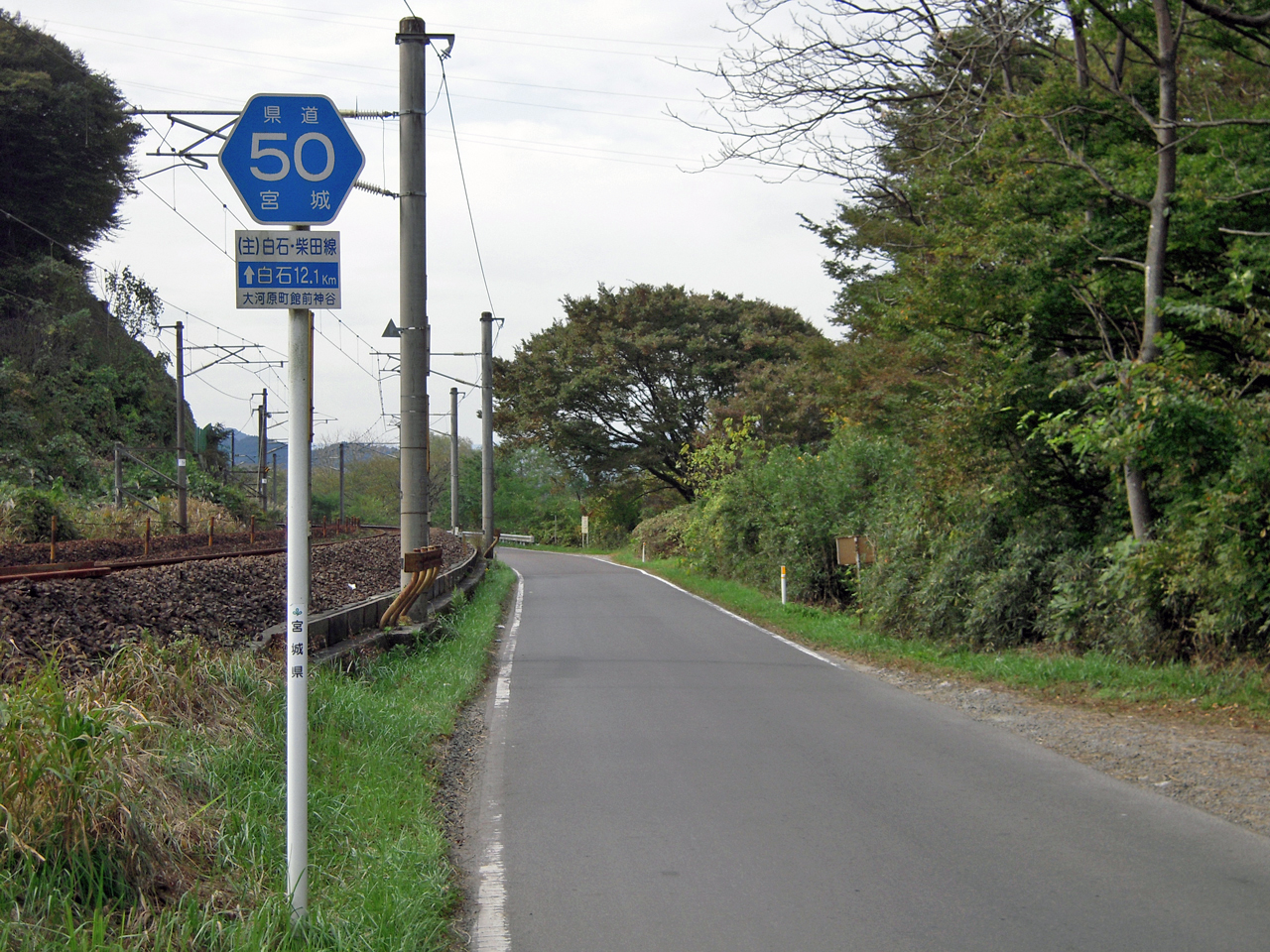
大河原町館前神谷付近。並行してJR東北本線が走る（2008年10月）

- 宮城県道109号白川犬卒都婆向山線（白石市白川津田・白川小奥）
- 仙南東部広域農道蔵王さくらロード（柴田郡大河原町大谷）
- 宮城県道110号大河原高倉線（柴田郡大河原町大谷）
- 宮城県道14号亘理大河原川崎線（柴田郡大河原町中島町・柴田町船岡）
- 宮城県道116号船岡停車場船迫線（柴田郡柴田町船岡中央）
- 宮城県道114号角田柴田線（柴田郡柴田町船岡）
- 国道349号（柴田郡柴田町下名生）

### 沿線の施設など
- 白石市立白石第一小学校（白石市半沢屋敷前）
- JR東北本線
  - 東白石駅（白石市白川内親安久戸）
  - 北白川駅（白石市白川津田下谷地）
  - 大河原駅（柴田郡大河原町大谷町向）
  - 船岡駅（柴田郡柴田町船岡中央1丁目）
- 宮城県白石高等技術専門校（白石市白川津田）
- 白石市立白川中学校（白石市白川津田田中前）
- 一目千本桜（柴田郡大河原町 - 柴田町）
- 仙台法務局大河原支局（柴田郡大河原町錦町）
- 菓匠三全工場（柴田郡大河原町大谷）
- 船岡城址公園（柴田郡柴田町船岡）
- 柴田町役場（柴田郡柴田町船岡中央）
- 柴田町立船岡小学校（柴田郡柴田町船岡東1丁目）
- 柴田消防署（柴田郡柴田町船岡東）
- 大河原警察署柴田交番（柴田郡柴田町船岡東）
- 柴田町総合運動場（柴田郡柴田町船岡東）
- イオンタウン柴田（柴田郡柴田町上名生）
- リコーインダストリー（柴田郡柴田町中名生）